# Janne Puhakka
Janne Tapio Puhakka, född 24 februari 1995 i Esbo, död där 13 oktober 2024, var en finländsk ishockeyspelare, som sist spelade för den franska ishockeyklubben Rapaces de Gap i toppligan Ligue Magnus. Han var den första ishockeyspelaren i FM-ligans historia att komma ut som homosexuell, vilket skedde 2019 när han 24 år gammal.
Janne Puhakka mördades i sin bostad i Esbo 2024. Puhakkas sambo, som var 66 år, anhölls och dömdes till livstids fängelse.